# Solana de las Pilillas
Solana de las Pilillas és un jaciment arqueològic d'un assentament d'època ibèrica al País Valencià del segle V aC, considerat com el centre productor de vi més antic de l'estat espanyol i declarat Bé d'Interès Cultural.
El setembre del 2009, també es van localitzar al jaciment, que es troba a Los Duques (una pedania del municipi valencià de Requena, de la Plana d'Utiel), importants restes d'útils neandertals, del Paleolític mitjà, entre les quals hi ha raspadores, denticulats i perforadors, restes de talla i fragments de carbons, en bon estat de conservació, datats del 50000 aC. Aquest jaciment és un dels pocs d'aquest període situats a l'aire lliure al País Valencià.
El jaciment s'estén per un vessant orientat al sud, situat entre la part baixa del vessant i el tallat on s'encaixa la rambla dels Morenos, del Parc Natural de les Gorges del Cabriol.
La Conselleria d'Educació, Cultura i Esport de la Generalitat Valenciana va sol·licitar a la Unesco que el jaciment fos declarat Patrimoni Mundial de la Humanitat. Aquest jaciment té sis cups excavats a la roca i dues piles a diferent nivell per a produir vi.
Els cups i les piles estan elaborats sobre grans blocs de pedra calcària caiguts de les muntanyes. Se n'extreia el most del raïm, que després de fermentar es convertia en vi.

## Imatges de l'excavació

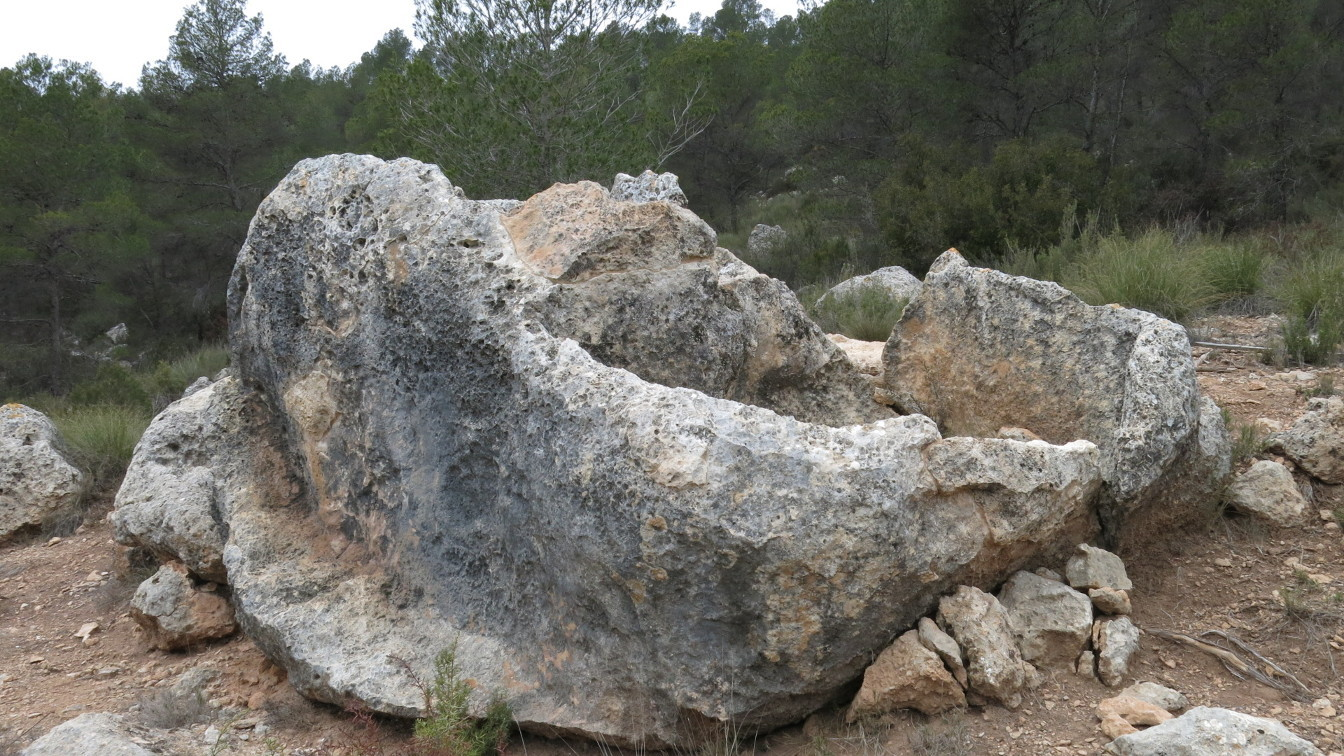
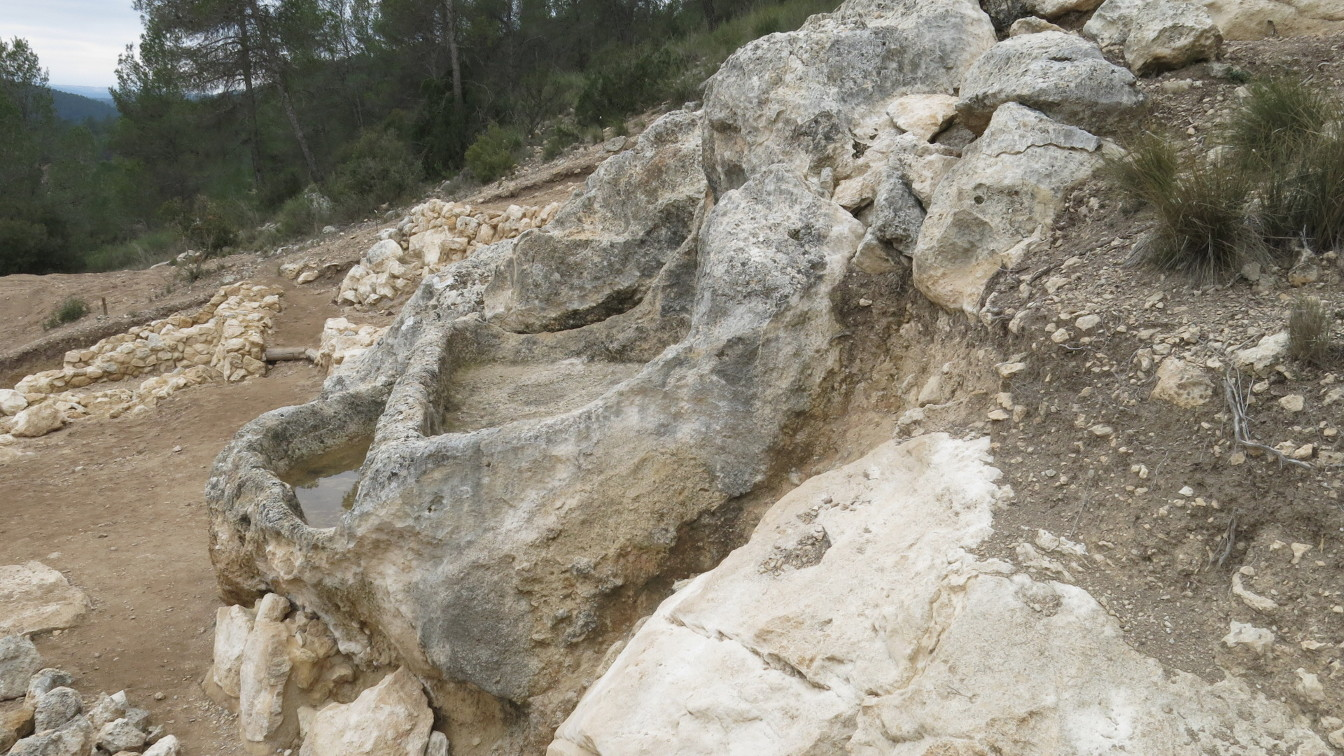
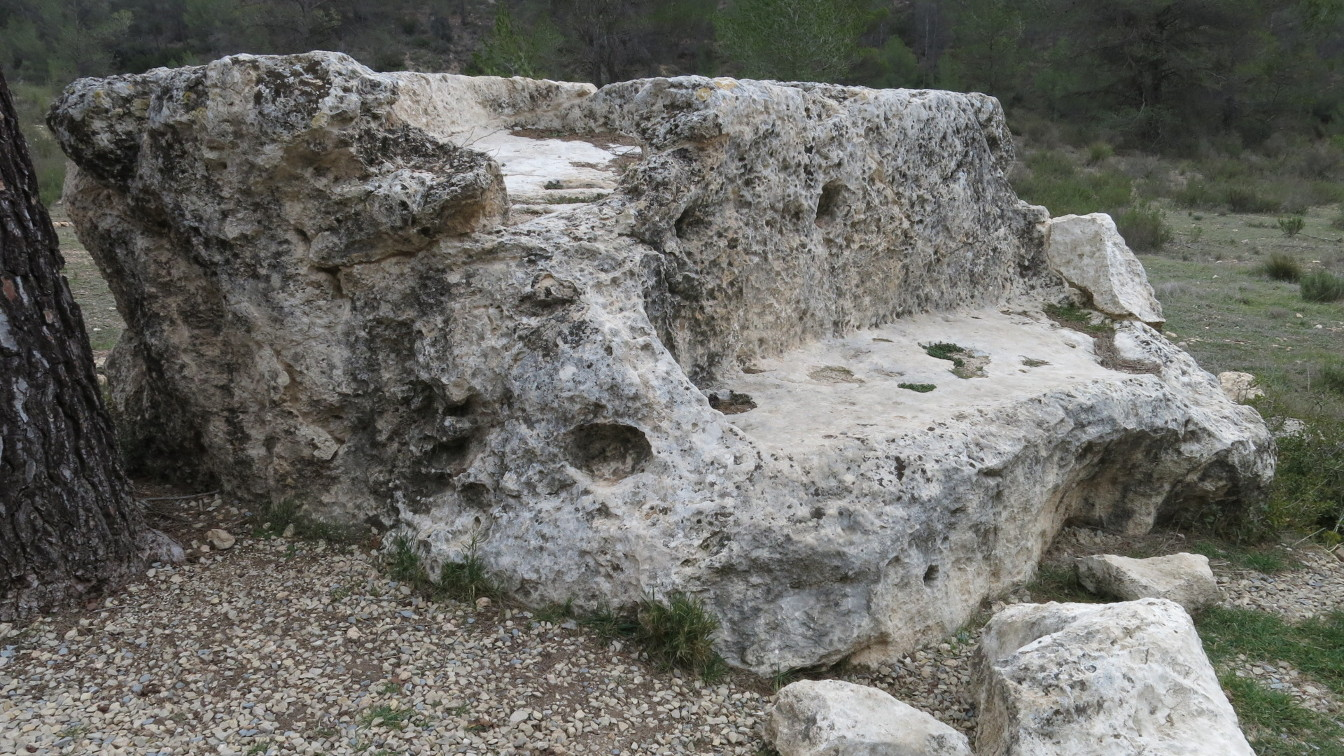
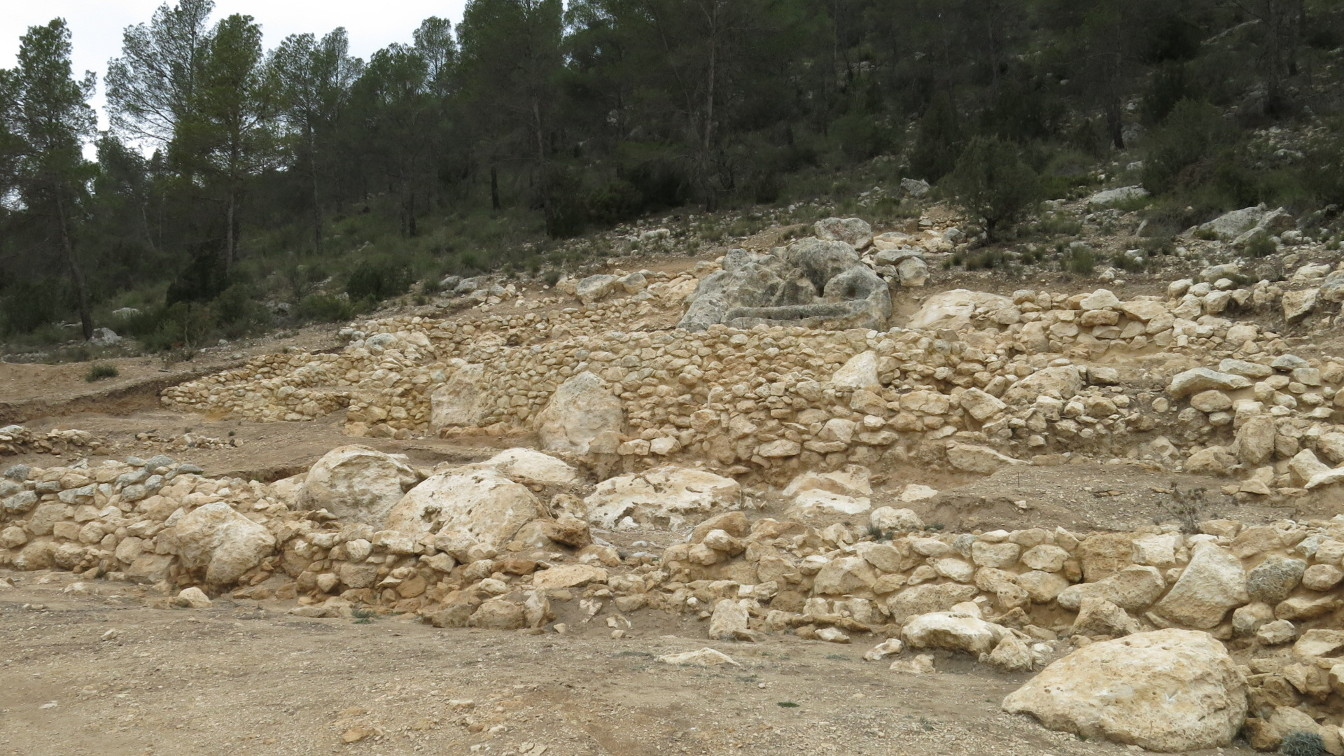